# سنجاب گلوزرد
سنجاب گلوزرد (نام علمی: Sciurus gilvigularis) نام یک گونه از سرده سنجاب است.